# Justo Yúfera Cerdán
Justo Yúfera Cerdán (Moncada y Reixach, 24 de marzo de 1920-Madrid, 7 de noviembre de 2020) fue un empresario español. Fundador de SEUR.

## Biografía
Nacido en la localidad barcelonesa de Montcada y Reixach, de una familia de emigrantes murcianos, Cuando contaba ocho años, emigraron a Francia. Yúfera estudió en Francia hasta que cuando contaba trece años comenzó a trabajar en diversos trabajos: en explotaciones forestales; como ayudante de pastelero; en la peluquería de su madre; en ferrocarriles o en una tienda de bicicletas. A los diecisiete años emigró a Camerún. Tres años después regresó a Barcelona.
En 1942 fundó la empresa Servicio de Envíos Urgentes, matriz de Seur. En 1947 fue enviado a Guinea Ecuatorial para hacer el servicio militar. Allí conoció a Jorge Fernández Mata, que posteriormente sería su socio. La matriz de Seur enviaba en tren diariamente unos tres o cuatro paquetes desde Barcelona a Madrid y viceversa.
Yúfera, casado con María Recuenco, y con dos hijos: Luis (1945), fallecido unos años antes que su padre, y Leonor (1950), decidió emigrar junto con toda la familia a Guinea Ecuatorial. Tras pasar allí diez años muy duros en los que la salud de María se resintió por el clima africano, regresaron a España, instalándose en Madrid. En la capital de España sienta las bases del crecimiento de SEUR (Servicio de Envíos Urgentes). La compañía comenzó su crecimiento en los años sesenta y setenta, consolidándose en los años ochenta y noventa.
A los 95 años, ya viudo, puso un anuncio en la prensa para buscar novia, sin resultado. Acudió a trabajar diariamente a su despacho hasta poco antes de fallecer en Madrid, a los cien años de edad.